# Élections législatives de 2007 en Picardie
Candidats en présence :

## 02:Aisne

### 1recirconscription(Laon)
- Gaedic Blanchard Douchain : UMP
- René Dosière : Divers Gauche (député sortant)
- Fawaz Karimet : PS
- Eric Delhaye : UDF - Mouvement démocrate
- Jean-Louis Roux : FN
- Catherine Arribas : VERTS
- Louisette Bibaut : CPNT
- Claudine Brunet : PCF
- Marie-Claude Laffiac : LCR
- Sylvie Legras : MPF
- Pascal Matis : FEA
- Jean-Loup Pernelle : LO
- Nicolas Trevillot : Divers Droite
- Paul-Henry Hansen-Catta : Sans étiquette

### 2ecirconscription(Saint-Quentin)
- Xavier Bertrand : UMP (député sortant)
- Odette Grzegrzulka : PS, ancienne députée
- Ahmed Bahaddou : UDF - Mouvement démocrate
- Michèle Dall'ara : FN
- Nora Amhed-Ali : Verts
- Nicole Aurigny : PT
- Alain Betems : CPNT
- Carmel Desjoyaux : MPF
- Marie-José Guillet : MNR
- Freddy Grzeziczak : MRC
- Franck Mousset : LCR
- Bertrand Sene : FEA
- Jean-Luc Tournay : PCF
- Daniel Wargnier : GE
- Anne Zanditenas : LO

### 3ecirconscription(Vervins)
- Jean-Pierre Balligand : PS (député sortant)
- Frederic Meura : UMP
- Edwin Legris : UDF -Mouvement démocrate
- Nathalie Fauvergue : FN
- Véronique Ballot: MPF
- Dimitri Séverac: LCR
- Marc Pallier: LO
- Raymond Rémy: MNR
- Ginette Devaux: PCF
- Andrée Flamengt: CPNT
- Isabelle Maillet: GE
- Pascal Matis : FEA
- Valérie Delattre : VERTS

### 4ecirconscription(Soissons)
- Jacques Desallangre : Divers Gauche (député sortant)
- Claire Le Flecher : PS
- Brigitte Thuin : UMP
- Yannick Sablé : UDF - Mouvement démocrate
- Wallerand de Saint-Just : FN
- Isabelle Letrillart : MPF
- Laetita Voisin : LO
- Philippe Enguehard : Divers
- Dominique Natanson : LCR
- Henri Lienaux : CPNT
- Houssens Besbas : FEA
- Vincent Bocquet : Verts

### 5ecirconscription(Château-Thierry)
- Isabelle Vasseur : UMP
- Dominique Jourdain : PS
- Renaud Bellière : UDF - Mouvement Démocrate
- Franck Briffaut : FN
- Sylvie geret : LO
- Olivier Papritz : MPF
- Jean-Luc Allioux : PCF
- Brigitte Fourquet : LCR
- Aude Allegreaud : FEA
- Marc-Hervé Rey : MEI
- Annick Deryckere: MRG
- Jacques Krabal : Divers Gauche
- Marie-Thérèse Chambaud : Verts

## 60:Oise

### 1recirconscription
- Olivier Dassault : UMP (député sortant)
- Yves Rome : PS
- Thomas Joly : FN
- Olivier Riquet : UDF-Mouvement Démocrate
- Thierry Aury : PCF
- Angéline Lassarre : LO
- Gabriel Hauet : LCR
- Sébastien Rins : UDF-Majorité présidentielle
- Daniel Caboche : CPNT
- Géraldine Desbrousses : MRC
- Éric Mardyla : MPF
- Joël Wittendal : GE
- Frédéric Lagneau : VERTS
- Myriam De Lardemelle : FEA
- Jean-Baptiste Cervera : sans étiquette

### 2ecirconscription
- Jean-François Mancel : UMP (député sortant)
- Sylvie Houssin : PS
- Hugues de Poncins : UDF-Mouvement Démocrate
- Annie Fouet : FN
- Renée Potchtovik : LO
- Christian Ganier : CPNT
- Jean-Claude Giret : MPF
- Thierry Maugez : PRG
- Martine Souday : LCR
- Sylvie Van Engelandt : MNR
- Marie-France Boyeldieu : PCF
- Régis Lecuru : Gauche alternative 2007
- Daniel Schwartz : FEA
- Emmanuel Tetu : PLATEFORME 2007

### 3ecirconscription
- Michel Françaix : PS (député sortant)
- Cécile Bremard : UMP
- Brahim Belmhand : UDF-Mouvement Démocrate
- Laurent Guiniot: FN
- Paul Fraisse : Communiste
- Nadia Heremans : MPF
- Roland Szpirko : LO
- Micheal Cufi : LCR
- Gilles Carpentier : MNR
- Jean-Pierre Bosino : PCF
- Alain Lebreton : PT
- Olivier Toupiol : Verts
- Alain Letellier : sans étiquette

### 4ecirconscription
- Éric Woerth : UMP (député sortant)
- Martine Charles: PS
- William Castel : UDF-Mouvement Démocrate
- Elisabeth Boussard : FN
- Delphine Schwindenhammer : VERTS
- Christian Delie : MPF
- Catherine Chemineau : LO
- Yann Denis : MHAN
- Nicole Perocca : MNR
- Claude Rousset : LCR
- Élisabeth Jarry : FEA
- Chrystelle Vanstaevel : MRC

### 5ecirconscription
- Lucien Degauchy : UMP (député sortant)
- Laurence Rossignol : PS
- Arielle François : UDF-Mouvement Démocrate
- Monique Chapel : FN
- Fabrice Dalongeville : PRG
- Patrice Coiffard : GE
- Xavier Denis : LO
- Jean-Francis Bocquillet : Contre l'immigration islamisation- insécurité
- Sylvie Chorowicz : PT
- Jonathan Deschamps : LCR
- Hélene Masure : PCF
- Martine Paillard : CPNT
- Nathanaël Rosenfeld : MPF
- Thérèse De la Fuente : FEA
- Jacques Minnaert: VERTS

### 6ecirconscription
- François-Michel Gonnot : UMP (député sortant)
- Renza Fresch : PS
- Dominique Ciavatti : UDF-Mouvement démocrate
- Michel Guiniot : FN
- Patrice Carvalho : PCF
- Marie-France Gibout : MPF
- Hélène Becherini : LO
- Jean Petit : LCR
- Arnaud Caron : Les Verts
- Michèle Letuve : CPNT
- Philippe Fraysse : FEA
- Louise Roussel : sans étiquette

### 7ecirconscription
- Édouard Courtial : UMP (député sortant)
- Abdel Mokhtari : PS
- Christelle Dinard : UDF-Mouvement Démocrate
- André Fouchard : FN
- Éric Montes : PRG
- Loïc Pen : PCF
- Isabelle Maupin : VERTS
- Jean-Sébastien Bertin : LO
- Céline Demarle : LCR
- Virginie Deverchin : MPF
- Nadine Vasseur : CPNT
- Richard Heim: FEA

## 80:Somme

### 1e circonscription
- Maxime Gremetz : Communistes en Somme (député sortant)
- Farida Andasmas : PS
- Dominique Fachon: CNI
- Olivier Mira : UDF - Mouvement démocrate
- Yann Celos : FN
- Jean-Yves Bourgois : PSLE
- Francis Dollé : LCR
- Yves Dupille : MNR
- Alfreda Kassuba LE TREFLE
- Marion Lepresle : Verts
- Bruno Paléni LO
- Guy Pornet COMMUNISTE
- Jean-Claude Renaux PCF
- Mohamed Reziga FEA
- Nadia Ricochon PT
- Hubert Rocque UDF parti libre
- Joëlle Toutain CPNT

### 2ecirconscription(Amiens)
- Olivier Jardé : PSLE
- Sarah Thuilliez : PS
- André Chevance : UDF - Mouvement démocrate
- Catherine Châtelain : FN
- Jacques Goffinon : MRC
- Patrick Le Scouézec : Communiste
- Bernard Douet : MPF
- Serge Delannoy : MNR
- Nathalie Lefebvre : CPNT
- Fabienne Debeauvais : PCF
- Christophe Porquier : Verts
- Édouard Krysztoforski : GAUCHE ALTERNATIVE 2007
- Dominique Scaglia : LO
- Moussa Abdellatif : FEA
- François Richer : Divers

### 3ecirconscription
- Jérôme Bignon : UMP(député sortant)
- Vincent Peillon : PS
- Chantal Joly : FN
- Jacques Pecquery : Communiste en Somme
- Claude Thuilliez : Cap21 - Mouvement démocrate
- Émilie Thérouin : VERTS
- Nathalie Huiart : CPNT
- Geneviève Giret : MPF
- Marie-Paule Michaud : MNR
- Véronique Viltart : Divers

### 4ecirconscription
- Joël Hart : UMP (député sortant)
- Gilbert Mathon : PS
- François Franz-Vasseur : UDF - Mouvement démocrate
- Patrick Sellier : Communiste en Somme
- Alexandra Meriguet : FN
- Francis Hammel : MRC
- Pierre Brissy : PRG
- Frank Moncomble : Verts
- Renaud Blondin : CPNT
- Anne-Marie Mardyla : MPF
- Grégoire Demay : MNR
- Jean-Louis Gréau : Divers

### 5ecirconscription
- Stéphane Demilly : PSLE (député sortant)
- Valérie Kumm : PS
- Romain Cauët : UDF - Mouvement démocrate
- Jean-Philippe Jardin : FN
- Jean-Louis Renard : MPF
- Dominique Lefebvre : CPNT
- Danièle Dolle : LCR
- Angelo Ondicana : Communiste en Somme
- Hélène Launay : LO
- Claude Dauby : MNR
- Philippe Bocquet : Les Verts
- Olivier Chapuis-Roux : PCF
- Dominique Benoît :FEA

### 6ecirconscription
- Alain Gest : UMP
- Jacques Fleury : PS
- France Mathieu : UDF - Mouvement démocrate
- Patrice Dalrue : FN
- Monique Lenne : CPNT
- Pascal Dacheux : Verts
- Frédéric Lemoine : Communiste en Somme
- Éric Lavoisier : PCF
- Jean-Christophe Iriarte Arriola : LCR
- Yves Puig : LO
- Jacqueline Bouvet : MNR
- Emmanuel Vanpoulle : MPF
- Éliane Geneau de Lamarliere : FEA
- Pierre Rullier : Parti picard démocrate